# Episodi di Jericho (prima stagione)
La prima stagione della serie televisiva Jericho, composta da 22 episodi, è stata trasmessa sul network CBS dal 20 settembre 2006 al 9 maggio 2007. In Italia è andata in onda su Rai 2 dal 5 giugno al 21 agosto 2007.
- Il punto "codice Morse nella sigla" si riferisce a una breve serie di segnali acustici presenti all'inizio di ogni episodio che, tradotti dal codice Morse, danno origine a un messaggio in inglese.
- Il punto "bombe atomiche conosciute" fa riferimento alle bombe atomiche esplose sugli Stati Uniti e scoperte dalla popolazione di Jericho nel corso della serie.

| nº | Titolo originale         | Titolo italiano         | Prima TV USA      | Prima TV Italia |
| -- | ------------------------ | ----------------------- | ----------------- | --------------- |
| 1  | Pilot                    | Jericho                 | 20 settembre 2006 | 5 giugno 2007   |
| 2  | Fallout                  | Ricaduta radioattiva    | 27 settembre 2006 | 5 giugno 2007   |
| 3  | Four Horsemen            | I quattro cavalieri     | 4 ottobre 2006    | 12 giugno 2007  |
| 4  | Walls of Jericho         | Le mura di Jericho      | 11 ottobre 2006   | 12 giugno 2007  |
| 5  | Federal Response         | La risposta federale    | 18 ottobre 2006   | 19 giugno 2007  |
| 6  | 9:02                     | 9:02                    | 25 ottobre 2006   | 19 giugno 2007  |
| 7  | Long Live the Mayor      | Lunga vita al sindaco   | 1º novembre 2006  | 26 giugno 2007  |
| 8  | Rogue River              | Rogue river             | 8 novembre 2006   | 26 giugno 2007  |
| 9  | Crossroads               | Strade incrociate       | 14 novembre 2006  | 3 luglio 2007   |
| 10 | Red Flag                 | Bandiera rossa          | 22 novembre 2006  | 3 luglio 2007   |
| 11 | Vox Populi               | Vox populi              | 29 novembre 2006  | 10 luglio 2007  |
| 12 | The Day Before           | Il giorno prima         | 21 febbraio 2007  | 10 luglio 2007  |
| 13 | Black Jack               | Black Jack              | 28 febbraio 2007  | 10 luglio 2007  |
| 14 | Heart of Winter          | Nel cuore dell'inverno  | 7 marzo 2007      | 17 luglio 2007  |
| 15 | Semper Fidelis           | Per sempre fedele       | 14 marzo 2007     | 17 luglio 2007  |
| 16 | Winter's End             | La fine dell'inverno    | 28 marzo 2007     | 17 luglio 2007  |
| 17 | One Man's Terrorist      | Un terrorista tra noi   | 4 aprile 2007     | 7 agosto 2007   |
| 18 | A.K.A.                   | False identità          | 11 aprile 2007    | 7 agosto 2007   |
| 19 | Casus belli              | Casus belli             | 18 aprile 2007    | 7 agosto 2007   |
| 20 | One if by Land           | Uno dalla propria terra | 20 aprile 2007    | 21 agosto 2007  |
| 21 | Coalition of the Willing | Alleanza della volontà  | 2 maggio 2007     | 21 agosto 2007  |
| 22 | Why We Fight             | Perché combattiamo      | 9 maggio 2007     | 21 agosto 2007  |

## Episodio pilota
- Titolo originale: Pilot
- Diretto da: Jon Turteltaub
- Scritto da: Stephen Chbosky

### Trama
In un piccolo paese di nome Jericho, in Kansas, si assiste all'esplosione di una bomba atomica nelle vicinanze, probabilmente a Denver. La piccola cittadina si ritrova isolata dal resto del mondo e gli abitanti dovranno far fronte comune per sopravvivere al disastro.
- Altri interpreti: Kristen Rodriguez (Lisa Whalley), Bob Stephenson (Jimmy), Richard Speight Jr. (Bill Kohler), Clare Carey (Mary Bailey), Vic Polizos (Shep Cale), Darby Stanchfield (April Green), Beth Grant (Gracie Leigh), Taylor Nichols (Norman Perry), Leon Russom (sceriffo), Joey King (Sally), Joseph Castanon (Woody), Germaine De Leon (Alvie), Beau Dremann (padre arrabbiato), Steve Hibbert (uomo d'affari), Helena Barrett (impiegato), Madison Pettis (Stacie Clemons), Mackenzie Hannigan (Lucas), Al Vincente (capo EMT), Marlene Forte (Teresa Clemons), Thom Williams (uomo corpulento), Robert C. Koch (Riley), Bruce Bohne (Old Man Oliver), Princess Lucaj (Sara), Stevie Walsh Junior (Danny), Ariel Winter (Julie), Alex Carter (capo dei pompieri), Tiffany Thornton (Stephanie Lancaster).
- Codice Morse nella sigla: "JERICHO PILOT".
- Bombe atomiche conosciute: Denver, Atlanta.

## Ricaduta radioattiva
- Titolo originale: Fallout
- Diretto da: Jon Turteltaub
- Scritto da: Stephen Chbosky

### Trama
Emily si unisce a due uomini che pensa siano poliziotti. Nel frattempo Jake deve risolvere il problema della nube radioattiva: mettere al riparo tutti gli abitanti in un luogo al riparo dalle piogge radioattive che arriveranno a breve.
- Altri interpreti: Alicia Coppola (Mimi Clark), Sterling D. Ardrey (Samuel), April D. Parker (Darcy), Kristen Rodriguez (Lisa Whalley), Candace Bailey (Skylar Stevens), Clare Carey (Mary Bailey), Vic Polizos (Shep Cale), Beth Grant (Gracie Leigh), Bob Stephenson (Jimmy), Darby Stanchfield (April Green), Richard Speight Jr. (Bill Kohler), Musashi Alexander (Roy Hinkley), Julia M. Flint (Mrs. Dawson), Chris Foreman (James), Geffri Maya Hightower (Allison), Todd Giebenhain (Biker), Jeff De Serrano (Biker), Aaron Hendry (Simon), Jonno Roberts (JP Achor).
- Codice Morse nella sigla: "JERICHO FALLOUT".
- Bombe atomiche conosciute: Denver, Atlanta, Chicago, Filadelfia, San Diego e altre tre città non identificate.

## I quattro cavalieri
- Titolo originale: Four Horsemen
- Diretto da: James Whitmore Jr.
- Scritto da: Dan O'Shannon e Dan Shotz

### Trama
Dopo l'uscita dalla galleria e una strana trasmissione cinese trasmessa in televisione, Jake mette insieme un gruppo di quattro uomini per esplorare in quattro direzioni i dintorni di Jericho.
- Altri interpreti: April D. Parker (Darcy), Kristen Rodriguez (Lisa Whalley), Clare Carey (Mary Bailey), Candace Bailey (Skylar Stevens), Vic Polizos (Shep Cale), Beth Grant (Gracie Leigh), Bobby Stephenson (Jimmy), Darby Stanchfield (April Green), Alicia Coppola (Mimi Clark), Richard Speight Jr. (Bill Kohler), Mackenzie Hannigan (studente), Xiaobin Jiang (anchorman cinese), James Eckhouse (Scott Rennie).
- Codice Morse nella sigla: "JERICHO THREE".

## Le mura di Jericho
- Titolo originale: Walls of Jericho
- Diretto da: Martha Mitchell
- Scritto da: Ellie Herman

### Trama
Jake e Heather si imbattono in un uomo appena giunto a Jericho e totalmente ustionato dalle radiazioni. Nel frattempo in città si rischia di rimanere senza elettricità.
- Altri interpreti: Jazz Raycole (Allison Hawkins), Sterling D. Ardrey (Samuel Hawkins), Kristen Rodriguez (Lisa Whalley), Candace Bailey (Skylar Stevens), Clare Carey (Mary Bailey), Beth Grant (Gracie Leigh), Bobby Stephenson (Jimmy), Richard Speight Jr. (Bill Kohler), April D. Parker (Darcy Hawkins), Thomas Bankowski (Fred Taylor), Darby Stachfield (April Green), Adam Donshik (Victor Miller), Yvans Jourdain (Mr. Murthy).
- Codice Morse nella sigla: "HE KNOWS ROB".

## La risposta federale
- Titolo originale: Federal Response
- Diretto da: Duane Clark
- Scritto da: Mike Ostrowski

### Trama
Nella scuola da poco riaperta avviene un incendio dovuto a un corto circuito elettrico. Il paese si mobilità a placare le fiamme, ma la scuola non è l'unico edificio in fiamme.
- Altri interpreti: Shiloh Fernandez (Sean Henthorn), Kristen Rodriguez (Lisa Whalley), Jazz Raycole (Allison Hawkins), April D. Parker (Darcy Hawkins), Sterling D. Ardrey (Samuel Hawkins), Darby Stanchfield (April Green), Candace Bailey (Skylar Stevens), Clare Carey (Mary Bailey), Beth Grant (Gracie Leigh), Richard Speight Jr. (Bill Kohler), Bobby Stephenson (Jimmy), Alicia Coppola (Mimi Clark), George Hammett (capitano dei pompieri), Mackenzie Hannigan (Lucas), Stevie Walsh Junior (Danny), Hailey McCann (Ashlee McVee).
- Codice Morse nella sigla: "THERE IS A FIRE".

## 9:02
- Titolo originale: 9:02
- Diretto da: J. Miller Tobin
- Scritto da: Nancy Won

### Trama
Un impulso elettromagnetico toglie energia alla città e il crimine si diffonde.
- Altri interpreti: Jazz Raycole (Allison), Shiloh Fernandez (Sean Henthorn), April D. Parker (Darcy Hawkins), Candace Bailey (Skylar Stevens), Beth Grant (Gracie Leigh), Clare Carey (Mary Bailey), Richard Speight Jr. (Bill Kohler), Bob Stephenson (Jimmy), Alicia Coppola (Mimi Clark), Darby Stanchfield (April Green), Sterling D. Ardrey (Samuel Hawkins), Musashi Alexander (cittadino), Reid Godshaw (bambino), Cari Zoch (Townsperson), Clayne Crawford (Mitchell Cafferty).
- Codice Morse nella sigla: "THE EMP HITS".

## Lunga vita al sindaco
- Titolo originale: Long Live the Mayor
- Diretto da: Sanford Bookstaver
- Scritto da: Josh Schaer e Jonathan E. Steinberg

### Trama
Jonah e la sua banda sono una minaccia costante per Jericho. Jake ed Emily dovranno in qualche modo negoziare con il nemico; Nel frattempo le condizioni di salute del sindaco Johnston Green si aggravano.
- Codice Morse nella sigla: "PRAY FOR NYC".

## Rogue river
- Titolo originale: Rogue River
- Diretto da: Guy Norman Bee
- Scritto da: Stephen Scaia e Matthew Federman

### Trama
Jake e Eric Green devono recarsi a Rogue River per recuperare una medicina in grado di salvare loro padre. A Rogue River il tempo non sarà il loro unico avversario.
- Codice Morse nella sigla: "ROB NOT FBI".

## Strade incrociate
- Titolo originale: Crossroads
- Diretto da: Robert Levine
- Scritto da: Paul McCrane

### Trama
Alcuni mercenari della Ravenwood, responsabili dei crimini di Rogue River, si recano a Jericho per requisire tutto ciò che gli serve. Gli abitanti della città affrontano la difficile decisione di far saltare il ponte per Rogue River, tagliando fuori da Jericho la Ravenwood e alcune delle fattorie del luogo, inclusa quella dei Richmond.
- Codice Morse nella sigla: "1ST SURPRISE".

## Bandiera rossa
- Titolo originale: Red Flag
- Diretto da: Martha Mitchell
- Scritto da: Mike Ostrowski

### Trama
Mentre sono impegnati a caccia, Jake e Stanley osservano un cargo Antonov paracadutare un pallet nelle campagne di Jericho. Tornati in paese scopriranno che si tratta di cibo cinese accompagnato da un messaggio: "Non combattete... la Cina è vostra amica". La tensione sale quando il sindaco Green temporeggia sulla distribuzione del cibo e quando si scopre che Jonah Prowse ha rubato un secondo pallet contenente un generatore di corrente.
- Codice Morse nella sigla: "IT BEGINS WITH".

## Vox populi
- Titolo originale: Vox Populi
- Diretto da: James Whitmore Jr.
- Scritto da: Carol Barbee

### Trama
Dale scopre il corpo esanime di Gracie nel suo negozio. Più tardi Mitchell Cafferty giunge a Jericho e denuncia Jonah Prowse, affermando che è lui l'assassino di Gracie. Nel frattempo Emily, con l'aiuto di Jake, nasconde Jonah in casa sua poiché Gray Anderson, a capo di una squadra di linciaggio, è deciso a catturarlo ad ogni costo. Ma non è chiaro se le intenzioni di Gray siano di fare giustizia o di guadagnare consensi per le prossime elezioni.
- Codice Morse nella sigla: "6 AND ENDS WITH".

## Il giorno precedente
- Titolo originale: The Day Before
- Diretto da: Matt Earl Beesley
- Scritto da: Mike Kelley

### Trama
Dopo aver tentato di abbandonare le indagini e aver scoperto che qualcuno lo controlla costantemente, Hawkins ricorda gli avvenimenti precedenti agli attacchi nucleari. Nel frattempo si scopre qualcosa sul misterioso passato di Jake Green.
- Codice Morse nella sigla: "BLOODSHED".

## Black Jack
- Titolo originale: Black Jack
- Diretto da: Helen Shaver
- Scritto da: Jonathan E. Steinberg e Dan Shotz

### Trama
L'inverno miete le prime vittime e a Jericho non c'è sufficiente energia per riscaldare i suoi abitanti. Uno degli ingegneri del paese afferma di poter costruire delle turbine eoliche per tamponare il problema, ma mancano i pezzi per poterlo fare. Gray allora chiama a raccolta tutti i volontari per recarsi nell'unico posto in cui trovare l'occorrente: Black Jack. Come se non bastasse, i problemi di Hawkins aumentano quando si rifà viva una sua vecchia conoscenza.
- Codice Morse nella sigla: "BLEEDING KS".

## Nel cuore dell'inverno
- Titolo originale: Heart of Winter
- Diretto da: Steve Gomer
- Scritto da: Nancy Won

### Trama
Dopo il ritorno da Black Jack, Jake si riunisce con Mimi e Stanley per una battuta di caccia. Durante il tragitto incontreranno un furgone blindato nero che gli blocca la strada. A loro spese scopriranno che i passeggeri del furgone hanno intenzioni tutt'altro che amichevoli.
- Codice Morse nella sigla: "4 DOWN 4 TO GO".

## Semper fidelis
- Titolo originale: Semper Fidelis
- Diretto da: James Whitmore Jr.
- Scritto da: Stephen Scaia e Matthew Federman

### Trama
In città arrivano i marines. Nel frattempo Hawkins deve confrontarsi con Sara.
- Codice Morse nella sigla: "THEY WILL NEED IT".

## Fine dell'inverno
- Titolo originale: Winter's End
- Diretto da: Kevin Dowling
- Scritto da: Frank Military

### Trama
A Jericho arriva la turbina eolica frutto di uno scambio con la città vicina. Gail continua ad essere l'anima dell'ospedale, nonostante la gravidanza la renda più debole.
- Codice Morse nella sigla: "A COSTLY DEAL".

## Qualcuno è un terrorista
- Titolo originale: One Man's Terrorist
- Diretto da: Christine Moore
- Scritto da: Mike Ostrowski e Stephen Chbosky

### Trama
Le risorse scarseggiano e la presenza dei profughi diventa un problema, intanto Hawkins cerca di ricostruire i contatti di Sara.
- Codice Morse nella sigla: "ROB EXPOSED".

## Conosciuto anche come...
- Titolo originale: A.K.A.
- Diretto da: Sanford Bookstaver
- Scritto da: Robbie Thompson

### Trama
I dubbi su Hawkins aumentano e c'è chi vuol vederci meglio.
- Codice Morse nella sigla: "WHO RAN RED BELL".

## Casus belli
- Titolo originale: Casus Belli
- Diretto da: Steven DePaul
- Scritto da: Karen Hall

### Trama
Gli uomini che erano andati a New Bern tornano, ma senza Eric e Heather. Quando Jake e Hawkins vanno a New Bern per trovare Eric, scoprono che il sindaco Constantino, avido del cibo e del sale di Jericho, sta armando New Bern per andare in guerra. Jake e Hawkins cercano di fermare l'offensiva militare, ma Jake viene catturato. Constantino agita la città facendo credere ai cittadini che Jericho intende attaccarla e indica Jake ed Eric come "prova". Eric dice a Jake che Heather è morta.
- Codice Morse nella sigla: "ONE GOT AWAY".

## Uno dalla propria terra
- Titolo originale: One if by Land
- Diretto da: Seith Mann
- Scritto da: Joy Gregory

### Trama
Diversi residenti di New Bern arrivano a Jericho per concludere uno scambio segreto di sale con Dale e Skylar. Gray interrompe lo scambio, ma qualcuno spara con una pistola e nello scontro a fuoco che ne consegue diverse persone vengono ferite. La polizia di New Bern tortura Jake ed Eric per ottenere informazioni sulle difese di Jericho. Jake dice a Maggie Mullen, una finta Marine di "Semper Fidelis", di rivelare la posizione di Hawkins nella baita dell'amico di Heather, Ted. Hawkins uccide gli ufficiali di polizia mandati a cercarlo, ruba un camion pieno di bombe da mortaio e lo fa esplodere nel mezzo di New Bern. Johnston Green, che era andato a New Bern per cercare i suoi figli, requisisce un camion e scappa insieme a Jake, Eric, Maggie e Hawkins. Nel frattempo a Jericho, Gail e Mary si riconciliano e Dale prende più potere dopo aver aumentato arbitrariamente i prezzi.
- Codice Morse nella sigla: "WE PLEDGE".

## Alleanza della volontà
- Titolo originale: Coalition of the Willing
- Diretto da: Guy Norman Bee
- Scritto da: Frank Military e Josh Schaer

### Trama
Constantino esige che Jericho ceda diverse fattorie e una grande porzione della miniera di sale o affronti un'invasione. Quando Gray Anderson rifiuta, New Bern inizia a bombardare Jericho. Gray invia una piccola forza ad attaccare la squadra di artiglieria, ma solo quattro di loro tornano. Gray sembra disposto ad arrendersi, ma Johnston Green non lo permette. Emily incontra suo padre, Jonah Prowse, e lo convince ad aiutare Jericho. Dale forma una milizia e, sebbene desideri usarla per il proprio tornaconto finanziario, accetta di aiutare la città. I due gruppi si uniscono alla forza principale di Jericho e uccidono l'intera squadra di artiglieria di New Bern. Jonah, che in origine aveva accettato di aiutare in cambio di metà delle risorse guadagnate, invece giustizia i soldati feriti di New Bern, prende tutte le loro risorse e se ne va. Constantino dice che arriverà con una forza molto più grande. Hawkins rivela un arsenale segreto di armi e arma ogni persona abile. Johnston assume il comando militare e si preparano ad affrontare la forza d'invasione.
- Codice Morse nella sigla: "ALLEGIANCE".

## Perché combattiamo
- Titolo originale: Why We Fight
- Diretto da: Sanford Bookstaver
- Scritto da: Carol Barbee e Jonathan E. Steinberg

### Trama
New Bern inizia il suo attacco a Jericho. Inizialmente in inferiorità numerica, Jericho riesce a scacciarli, con l'aiuto dell'accesso satellitare di Hawkins e del carro armato. Johnston Green viene ferito a morte. Mentre Hawkins segue i rinforzi di New Bern, Thomas Valente, ora membro del nuovo governo federale, localizza Hawkins. Darcy Hawkins, ora riunita al marito, ipotizza che Valente voglia distruggere la bomba prima che possa essere usata come prova contro di lui. Heather Lisinski, che è in cura in una base militare, esorta il colonnello Hoffman a intervenire nella battaglia tra Jericho e New Bern. Sebbene Hoffman affermi di non poterlo fare, Thomas Valente gli dice di fermare la battaglia e cercare un terrorista nelle vicinanze. L'episodio si conclude con un colpo di scena; Jake risponde all'appello di Constantino ad arrendersi con un "Pazzi!". La battaglia inizia quando Hawkins avvista uno squadrone di elicotteri militari in arrivo.
- Codice Morse nella sigla: "TO THE FLAG".